# Léo Armagnac
Pour les articles homonymes, voir Armagnac.
Léo Armagnac, né aux Abymes (Guadeloupe) le 1er août 1841 et mort à Paris 7e le 27 mars 1916, est un administrateur français, auteur de travaux d'érudition et de critique.

## Biographie
Licencié en droit, il est nommé chef de bureau au ministère de l'Instruction publique en 1882. Il devient, en 1895, inspecteur général de l'économat dans les écoles normales et les écoles normales professionnelles. Il publie en 1879 une biographie de Turenne, qui connaît de nombreuses éditions, puis en 1881 un récit patriotique, Quinze jours de campagne, deux ouvrages qui, de manière complémentaire, symbolisent l'esprit cocardier et revanchard de cette période.

## Publications
- État de l'instruction primaire dans les classes agricoles en Angleterre, d’après une enquête récente (1867-1869), réformes demandées (1871)
- M. Washburne et Mgr Darboy (1877)
- Histoire de Henry de La Tour d'Auvergne, vicomte de Turenne, maréchal de France (1879)
- Quinze Jours de campagne (août-septembre 1870). Étapes d’un franc-tireur parisien de Paris à Sedan (1881)
- Bourses de l’enseignement primaire supérieur et professionnel en France et à l'étranger (1889)
- Bonnassieux, statuaire, membre de l'Institut, 1810-1892. Sa vie et son œuvre (1897)